# Darja Leksina
Darja Władimirowna Leksina (ros. Дарья Владимировна Лексина; ur. 16 lutego 1992) – rosyjska zapaśniczka walcząca w stylu wolnym. Zajęła 22. miejsce na mistrzostwach świata w 2017. Szósta w Pucharze Świata w 2019. Mistrzyni Europy kadetów 2009 roku.
Mistrzyni Rosji w 2017; trzecia w 2016 i 2018 roku.